# Independent Spirit Awards 2006
Die 21. Verleihung der Independent Spirit Awards fand am 4. März 2006 statt und wurde von Sarah Silverman moderiert.

## Zusammenfassung
Mit zwei Siegen in den Kategorien Bester Film und Regie setzte sich Ang Lees tragische Liebesgeschichte Brokeback Mountain durch. Erfolgreichster Film mit drei Siegen wurde Bennett Millers Drama Capote. In den weiteren Darstellerkategorien setzten sich mit Felicity Huffman (Transamerica), Matt Dillon (L.A. Crash) und Amy Adams (Junikäfer) ebenfalls nur für den Oscar nominierte Schauspieler durch. Verlierer waren George Clooneys Mediendrama Good Night, and Good Luck. (nur ein Award) und Noah Baumbachs Tragikomödie Der Tintenfisch und der Wal (The Squid and the Whale) und Tommy Lee Jones’ Western The Three Burials of Melquiades Estrada: jeweils vier Nominierungen und kein Preis. Fatih Akın konnte sich mit Gegen die Wand nicht gegen Hany Abu-Assads kontroversen Film Paradise Now durchsetzten. Werner Herzogs Dokumentation Grizzly Man unterlag dem für den Oscar nominierten Film Enron: The Smartest Guys in the Room.

## Gewinner und Nominierte

### Bester Film
Brokeback Mountain – James Schamus, Diana Ossana
Capote – Caroline Baron, William Vince, Michael Ohoven
Good Night, and Good Luck. – Grant Heslov
Der Tintenfisch und der Wal (The Squid and the Whale) – Wes Anderson, Peter Newman, Charlie Corwin, Clara Markowicz
The Three Burials of Melquiades Estrada – Michael Fitzgerald, Tommy Lee Jones, Luc Besson, Pierre-Ange Le Pogam

### Bester Debütfilm
L.A. Crash (Crash) – Paul Haggis, Cathy Schulman, Don Cheadle, Bob Yari, Mark R. Harris, Robert Moresco
Lackawanna Blues – George C. Wolfe, Halle Berry, Vince Cirrincione, Ruben Santiago-Hudson, Nellie Nugiel, Shelby Stone
Ich und Du und Alle, die wir kennen (Me and You and Everyone We Know) – Miranda July, Gina Kwon
Thumbsucker – Mike Mills, Anthony Bregman, Bob Stephenson
Transamerica – Duncan Tucker, Sebastian Dungan, Linda Moran, Rene Bastian

### Bester Dokumentarfilm
Enron: The Smartest Guys in the Room – Alex Gibney
Fuck the Army! (Sir! No Sir!) – David Zeiger
Grizzly Man – Werner Herzog
Romántico – Mark Becker
La Sierra – Scott Dalton, Margarita Martinez

### Bester Hauptdarsteller
Philip Seymour Hoffman – Capote
Jeff Daniels – Der Tintenfisch und der Wal (The Squid and the Whale)
Terrence Howard – Hustle & Flow
Heath Ledger – Brokeback Mountain
David Strathairn – Good Night, and Good Luck.

### Beste Hauptdarstellerin
Felicity Huffman – Transamerica
Dina Korzun – Forty Shades of Blue
Laura Linney – Der Tintenfisch und der Wal (The Squid and the Whale)
S. Epatha Merkerson – Lackawanna Blues
Cyndi Williams – Room

### Bester Nebendarsteller
Matt Dillon – L.A. Crash (Crash)
Firdous Bamji – The War Within
Jesse Eisenberg – Der Tintenfisch und der Wal (The Squid and the Whale)
Barry Pepper – The Three Burials of Melquiades Estrada
Jeffrey Wright – Broken Flowers

### Beste Nebendarstellerin
Amy Adams – Junikäfer (Junebug)
Maggie Gyllenhaal – Happy Endings
Allison Janney – Our Very Own
Michelle Williams – Brokeback Mountain
Robin Wright Penn – Nine Lives

### Beste Regie
Ang Lee – Brokeback Mountain
Gregg Araki – Mysterious Skin
Noah Baumbach – Der Tintenfisch und der Wal (The Squid and the Whale)
George Clooney – Good Night, and Good Luck.
Rodrigo García – Nine Lives

### Bestes Drehbuch
Dan Futterman – Capote
Ayad Akhtar, Joseph Castelo, Tom Glynn – The War Within
Guillermo Arriaga – The Three Burials of Melquiades Estrada
Noah Baumbach – Der Tintenfisch und der Wal (The Squid and the Whale)
Rodrigo García – Nine Lives

### Bestes Drehbuchdebüt
Duncan Tucker – Transamerica
Ken Hanes – Fixing Frank
Miranda July – Me and You and Everyone We Know
Angus MacLachlan – Junikäfer (Junebug)
Sabine Murray – The Beautiful Country

### Beste Kamera
Robert Elswit – Good Night, and Good Luck.
John Foster – Keane
Adam Kimmel – Capote
Chris Menges – The Three Burials of Melquiades Estrada
Harris Savides – Last Days

### John Cassavetes Award
Mora Stephens, Joel Viertel – Conventioneers
Mark Banning, Cliff Charles, Mad Matthewz – Jellysmoke
Jay Duplass, Mark Duplass – The Puffy Chair
Kyle Henry, Jesse Scolaro, Allen Bain, Darren Goldberg – Room
Rian Johnson, Ram Bergman, Mark G. Mathis – Brick

### Producers Award
Caroline Baron – Capote und Monsoon Wedding
Ram Bergman – Brick und Conversations with Other Women
Mike S. Ryan – Junikäfer (Junebug) und Palindrome (Palindromes)

### Truer Than Fiction Award
Garrett Scott, Ian Olds – Occupation: Dreamland
Mark Becker – Romántico
Rachel Boynton – Our Brand Is Crisis
Thomas Allen Harris – Twelve Disciples of Nelson Mandela

### Bester ausländischer Film
Paradise Now – Hany Abu-Assad
Gegen die Wand – Fatih Akın
Temporada de patos – Fernando Eimbcke
Der Tod des Herrn Lazarescu (Moartea domnului Lăzărescu) – Cristi Puiu
Tony Takitani – Jun Ichikawa

### Someone to Watch Award
Ian Gamazon, Neill Dela Llana – Cavite
Robinson Devor – Police Beat
Jay Duplass – The Puffy Chair